# Suzuki Tamotsu
Suzuki Tamotsu (鈴木 保, sinh ngày 29 tháng 4 năm 1947) là một cầu thủ bóng đá nữ người Nhật Bản.
Suzuki Tamotsu đã dẫn dắt Đội tuyển bóng đá nữ quốc gia Nhật Bản từ 1989-1996, 1999.